# Anchor Point, Alaska
Anchor Point är en ort (CDP) i Kenai Peninsula Borough i delstaten Alaska i USA. Orten har 2 105 invånare (2020), på en yta av 237,66 km².